# スジグロシロチョウ
スジグロシロチョウ（筋黒白蝶、Pieris melete）は、チョウ目（鱗翅目）アゲハチョウ上科シロチョウ科に分類される。

## 特徴
モンシロチョウと同じモンシロチョウ属（Pieris）に属する。和名が長く知名度がいささか低いためか、しばしばモンシロチョウと混同されるが、一般的にモンシロチョウよりも大型で3cmから5cmほど。両種の特徴を熟知しない場合は飛翔する姿からの同定は難しいことが多い。
昆虫の翅には「翅脈(しみゃく)」があり、昆虫が羽化する際、これに体液を流し込んで固まる前の翅を展開する。この翅脈の周りの鱗粉が黒くなっている点がモンシロチョウとの差異である。また、比較的薄暗い場所を好み、市街地や都心部よりもむしろ住宅地や山村、公園の樹木の中などに多く、こうした場所ではモンシロチョウよりも多くみられる。
雄雌や春型と夏型とでは模様が異なり、春型では翅の裏側翅脈に沿い灰色の筋がある。夏型では、表面の黒紋が大きくなるといった特徴が認められる。
近似種にエゾスジグロシロチョウとヤマトスジグロシロチョウがある。当初は混同されていたが現在は別種となった。

## 分布
中国東北部、東シベリア、朝鮮半島に分布。日本国内ではほぼ全土（北海道から屋久島まで）で見られる。

## 生活史
春から夏にかけて見られる。モンシロチョウより遅く出現することが多い。越冬態は幼虫。
幼虫の食草はタネツケバナやハタザオなどで、あるが、イヌガラシ、ダイコンなどのアブラナ科帰化植物も利用する。

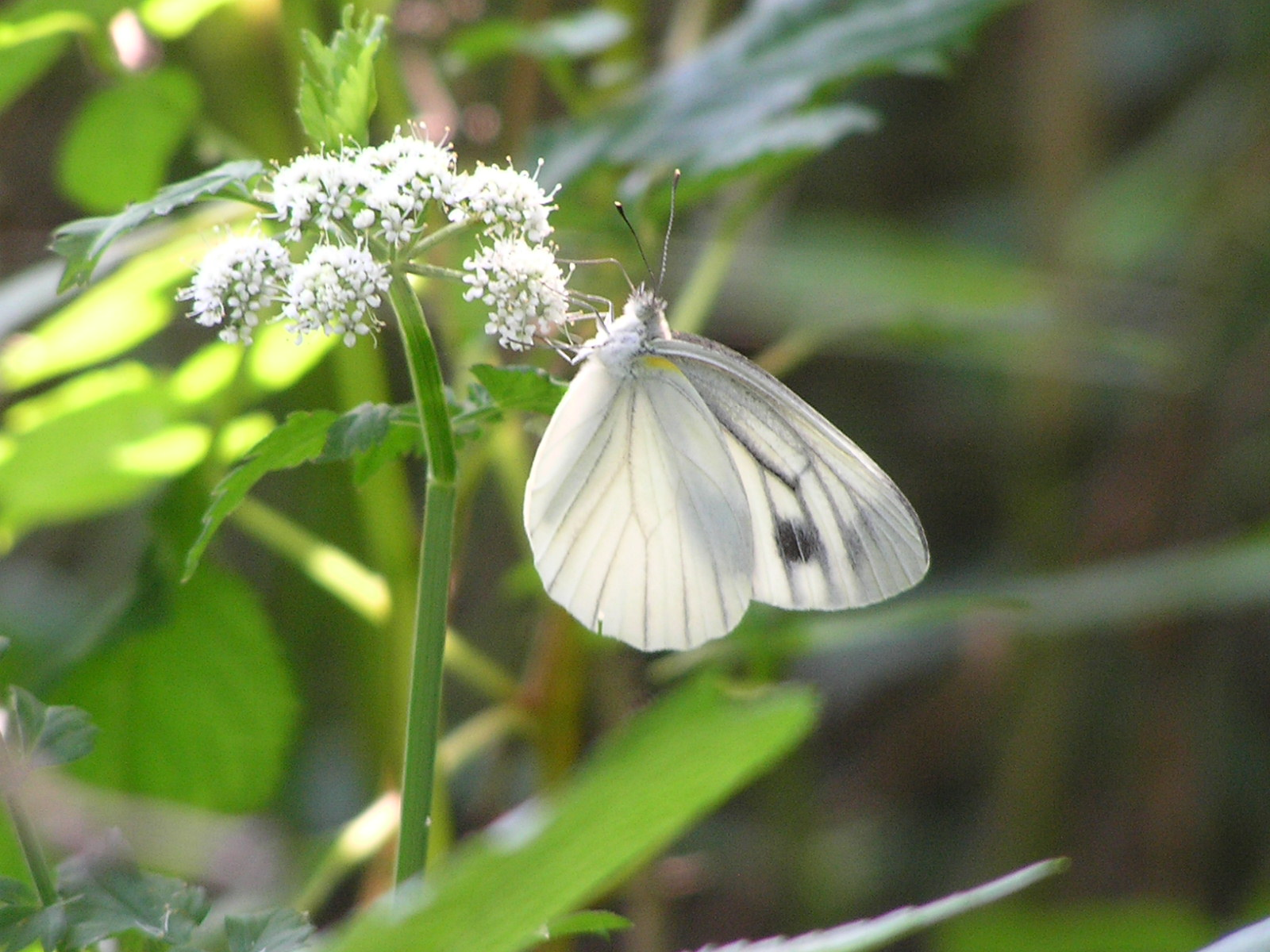
パセリの花に止まるスジグロシロチョウ、2007年8月14日

## その他
雄に限っては「香鱗」を顕微鏡で観察することにより種の区別ができる。香鱗とは、雌をひきつけるためのフェロモンを放つ特化した鱗粉で、雄にのみあり本種の場合レモングラスの香りがする。雄の鱗粉のおよそ1割はこの香鱗である。スジグロシロチョウ、エゾスジグロシロチョウ、ヤマトスジグロシロチョウの３種はよく似ている。